# Канаро
Канаро (італ. Canaro, вен. Canaro) — муніципалітет в Італії, у регіоні Венето, провінція Ровіго.
Канаро розташоване на відстані близько 350 км на північ від Рима, 80 км на південний захід від Венеції, 18 км на південний захід від Ровіго.
Населення — 2785 осіб (2014).
Щорічний фестиваль відбувається 18 вересня та першої неділі жовтня (festa del patrono). Покровитель — Santa Sofia.

## Демографія
Населення за роками:

Станом на 1 січня 2023 року в муніципалітеті офіційно проживало 215 іноземців з 23 країн, серед них 73 громадяни країн Євросоюзу та 11 громадян України.

## Сусідні муніципалітети
- Феррара
- Фієссо-Умбертіано
- Фрассінелле-Полезіне
- Оккьобелло
- Полезелла
- Ро